# 대니 워스
대니얼 웨스턴 워스 (Daniel Weston Worth , 1985년 9월 30일 ~ )는 미국 출신의 야구 선수이자, 전 KBO 리그 SK 와이번스의 내야수이다. 종종 워싱턴의 워스(제이슨 워스)와 헷갈리는 팬들이 있지만 그는 디트로이트 출신의 내야수다.

## 미국 프로야구시절
2010년 디트로이트 타이거즈에 입단하였다.

## 한국 프로야구시절

### SK 와이번스시절
2017년부터 헥터 고메즈를 대체할 야수로 영입됐다. 2017 시즌에 단 3경기만 치르고 어깨 통증으로 2군에 내려갔다.
그 후 이 어깨통증으로 단 3경기만 치르고 방출되었다. 역대 그의 대체 용병으로는 제이미 로맥이 영입되었다.